# Monte Grem
Il monte Grem è una montagna alta 2049 m delle Prealpi Bergamasche, situata tra la val del Riso (laterale della Val Seriana) e la val Serina (laterale della valle Brembana), in provincia di Bergamo.
Amministrativamente suddiviso tra i comuni di Oltre il Colle, Oneta, Premolo e, nella parte meridionale, anche Gorno, è stato a lungo al centro di un'intensa attività estrattiva. Fin dai tempi della dominazione romana e fino alla seconda parte del XX secolo dalle sue pendici vennero estratte grandi quantità di minerali quali calamina (metasilicato di zinco), blenda (solfuro di zinco) e galena  (solfuro di piombo)
Il monte Grem è di proprietà del comune di Gorno

## Accessi

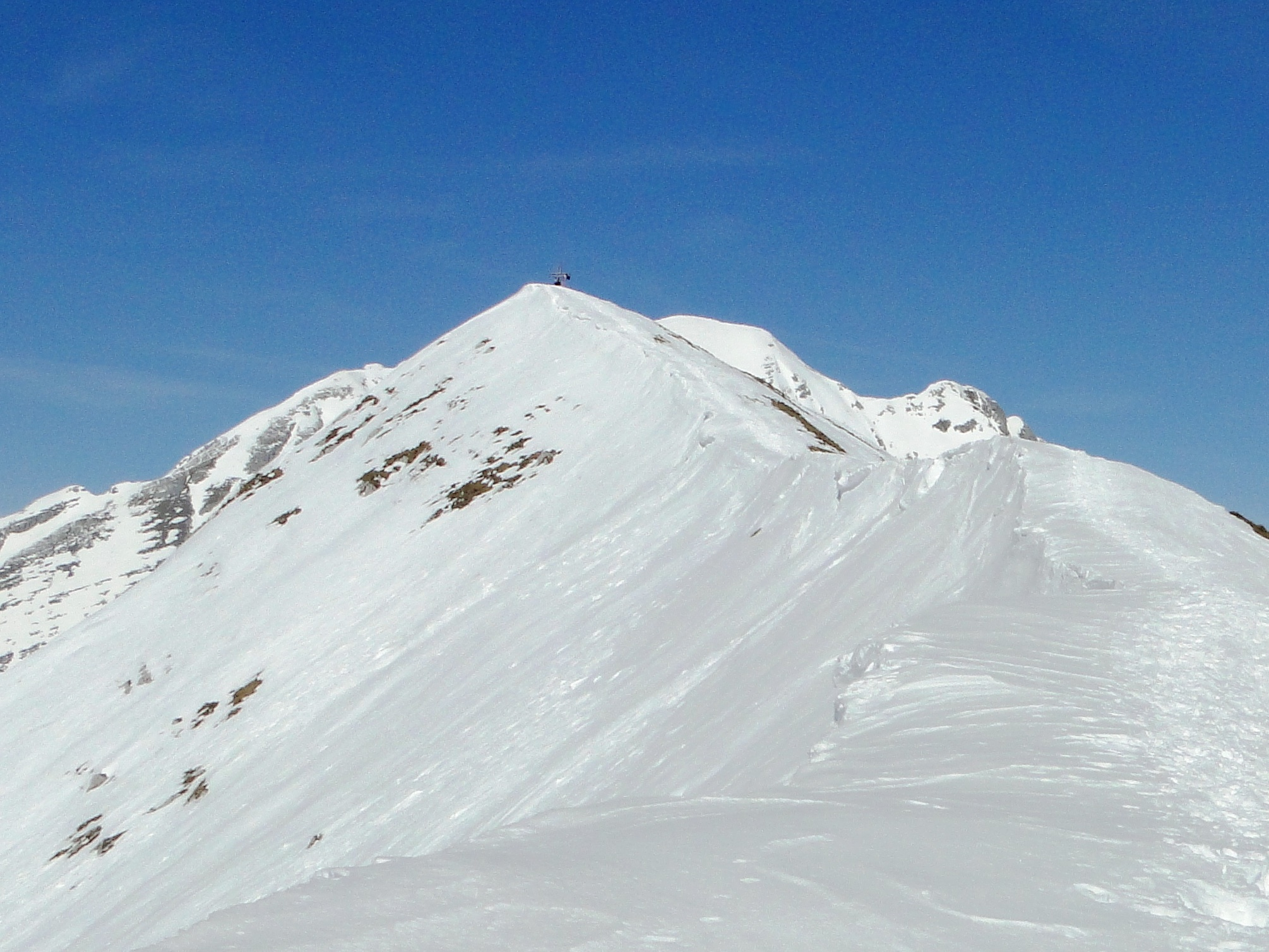
La cresta finale con la croce di vetta

Il monte Grem, grazie alla dolcezza delle sue pendici, è una cima frequentatissima sia in estate che in inverno e permette una vista dall'elevato impatto.
La vetta è raggiungibile da più parti. La più frequentata è quella indicata con il segnavia del C.A.I. numero 223, che prende il via dalla località Plazza di Oneta, nei pressi delle miniere di calamina. A questo nell'ultimo tratto si affianca e sovrappone la traccia numero 263 che si dirama sempre dal versante meridionale, a monte dell'abitato di Gorno, e ne condivide l'aerea cresta prima della vetta. Sul lato settentrionale è presente invece il sentiero 237 che parte dal rifugio Capanna 2000 e passa dalla bocchetta di Grem.
Sulle sue pendici sono presenti anche alcuni rifugi e bivacchi, che possono essere mete di gite o appoggi per escursioni più lunghe. Tra queste vi sono la Baita Alpe Grem, edificato ad un'altezza di 1098 m s.l.m. e raggiungibile anche in auto; il Rifugio Baita Mistri, quota 1800. riedificato all'inizio degli anni ottanta lungo il sentiero 223; ed il Rifugio-bivacco Enrico Telini, posto ad un'altezza di metri 1.647 s.l.m., raggiungibile mediante la traccia 263. A fianco dello stesso vi è la Madonna degli Alpini, monumento dedicato a tutti gli alpini deceduti, sia in guerra che in tempo di pace.